# Куендат (станция)
Куендат  — железнодорожная станция Западно-Сибирской железной дороги России. Расположена в посёлке Куендат в Первомайском сельском поселении Первомайского района Томской области.
Код: 87520. Код ЕЦП:	875201. Код ЕСР: 875201.
ближайшие транспортные узлы
- Майский/новый	автобусная остановка	~ 1 км
- Борисова Гора	автобусная остановка	~ 2 км
- Первомайское	автовокзал	~ 5 км

## Дальнее сообщение
Расписание поездов по станции Куендат.
| № поезда | Маршрут движения | № поезда | Маршрут движения |
| -------- | ---------------- | -------- | ---------------- |
| 635Н     | Белый Яр — Томск | 636Н     | Томск — Белый Яр |

## Деятельность
Продажа билетов на все пассажирские поезда.
Прием и выдача багажа.
Прием и выдача грузов повагонными и мелкими отправками, загружаемых целыми вагонами, только на подъездных путях и местах необщего пользования